# Al Mayadeen
Al Mayadeen (àrab: الميادين, al-Mayādīn, literalment ‘Les Places') és un canal de televisió de notícies per satèl·lit panàrab libanés alineat amb Hezbol·là, que té la seu a la ciutat de Beirut. Llançat l'11 de juny de 2012, compta amb periodistes a la majoria dels països àrabs. En el mercat de notícies de televisió panàrab, competeix contra Al Jazeera, propietat de Qatar, i Al Arabiya, propietat de l'Aràbia Saudita, i també amb Sky News Arabia i BBC News Arabic. En el moment en què es va fundar, la majoria del personal superior del canal eren antics corresponsals i redactors d'Al Jazeera. Al Mayadeen ha estat àmpliament catalogat com a pro-Hezbol·là i pro-Bashar al-Assad.

## Propietat i xarxa
El canal forma part de la xarxa de mitjans per satèl·lit Al Mayadeen, que inclou: una productora; una emissora de ràdio; un lloc web en àrab, anglés i castellà; una empresa de publicitat; i altres projectes relacionats amb els mitjans de comunicació. Juntament amb la seu original a Beirut, Al Mayadeen manté xarxes de notícies i tres grans oficines regionals, una a Tunísia, una altra al Caire i una tercera a Teheran.
Quan es va llançar, el canal va afirmar que els seus propietaris eren empresaris àrabs anònims. Es va especular sobre el finançament del canal, i hi hagué comentaristes que van suggerir que el canal estava finançat per Iran i Hezbol·là, tot i que el director del canal ho va negar. Omar Ibhais, productor de televisió libanés independent, va declarar que el canal és una empresa conjunta entre els iranians i Rami Makhlouf, cosí del president sirià Bashar Assad.
El 2019, un informe de la London School of Economics Middle East Centre va dir que el canal estava "probablement" finançat per l'Iran. El desembre de 2023, un informe del Comitè Denis Diderot va argumentar que l'emissió del canal per dos satèl·lits del Grup Eutelsat es fa per sobre de dos teleports italians sense l'autorització obligatòria de l'autoritat de comunicacions italiana, AGCOM. El president de l'Autoritat va anunciar que iniciaria una investigació policial.

## Personal
El periodista tunisià Ghassan bin Jiddo encapçala Al Mayadeen com a president del consell d'administració i director de programes del canal. És l'antic cap de les oficines de l'Iran i Beirut d'Al Jazeera i antic presentador de tertúlies al canal. Va dimitir d'Al Jazeera, amb seu a Qatar, el 2011, criticant els seus informes sobre la guerra civil siriana. Aparentment, Jiddo va acusar Al Jazeera de desviar-se dels "estàndards de radiodifusió professionals", subratllant que Al Mayadeen continuaria sent objectiu i imparcial. Nayef Krayem, el propietari de la cadena Al Ittihad TV, amb seu al Líban, i antic director d'Al-Manar, afiliat a Hezbol·là, va ser designat com a director general del canal, però va dimitir un mes abans del seu llançament.
El personal del canal inclou periodistes libanesos com Sami Kulaib, Ali Hashem, antic corresponsal de guerra d'Al Jazeera, que va dir que va renunciar al canal perquè es va negar a emetre imatges de militants a les fronteres libaneses amb Síria els primers dies. de l'aixecament sirià, Zahi Wehbe, Lina Zahreddine, Lana Mudawwar, Muhammad Alloush, Ahmad Abu Ali i Dina Zarkat. Dos periodistes sirians, Ramia Ibrahim i Futoun Abbasi, i dos periodistes palestins Kamal Khalaf i Ahmad Sobh, així com la iemenita Mona Safwan també formen part del seu personal. Igual que Jiddo, la majoria del personal del canal són antics corresponsals i redactors d'Al Jazeera.
George Galloway, un exdiputat laborista britànic, va ser presentador del canal. Li van pagar 18.000 lliures durant els primers quatre mesos del 2014, per conduir dos programes al mes a Beirut. Va continuar presentant a l'emissora el 2016, i el 2017.
El canal compta amb una xarxa de reporters a l'Estat de Palestina (concretament, a Gaza i Ramallah) i també, a Jerusalem. S'informa que la seua tasca és proporcionar al canal una secció diària de notícies a l'emissió de notícies titulada "Una finestra a Palestina". A més, hi ha reporters de la cadena a Amman, Trípoli, Rabat, Khartum, Mauritània i Comores. El corresponsal del canal a Damasc va ser retirat l'abril de 2014.
Omar Abdel Qader, un càmera sirià que treballava per Al Mayadeen, va ser assassinat per un franctirador durant els enfrontaments a Deir Ezzor, Síria, el 8 de març de 2014.
La corresponsal d'Al Mayadeen, Farah Omar, i l'operador de càmera Rabih Me'mari van morir en atacs israelians al sud del Líban el novembre de 2023. El canal va acusar Israel d'haver dirigit deliberadament els seus periodistes a causa de la posició pro-palestina i pro-iraniana del canal. Hezbol·là va dir que havia pres represàlies disparant a través de la frontera contra una base israeliana.

## Programació
Al Mayadeen està a l'aire durant 24 hores diàries. Al setembre de 2013, el canal tenia deu notícies diàries i prop de 17 programes diferents. Un dels seus programes és A Free Word, un programa conduït per George Galloway. El canal havia emès anteriorment un programa, Hadeeth Dimashq (àrab: diàleg de Damasc), centrat en la guerra civil de Síria, fins a l'abril de 2014, quan es va suspendre.
El 2022, va emetre una entrevista de tres hores amb el líder d'Hezbol·là , Hassan Nasrallah, per commemorar el 40è aniversari del grup.

## Alineació política
El nom del canal, Al Mayadeen, significa "les places" en anglès, indicant el seu objectiu "donar cobertura a les accions populars àrabs sobre les places del canvi en el context de les revolucions de la primavera àrab". La cadena afirma que ofereix periodisme, que "aposta per temes nacionalistes, panarabs i humanitaris dins la plantilla de l'objectivitat periodística professional". A més, es presenta com un "projecte mediàtic lliure i independent" amb 500 treballadors i periodistes a les capitals àrabs i occidentals. El seu eslògan és "La realitat tal com és" i la seua política editorial destaca que Palestina i els moviments de resistència allà on es troben són el seu punt de referència. Després del seu primer any d'emissió, el canal va començar a ser descrit com el "anti-Al Jazeera".
Quan el canal es va llançar el 2012, Asharq Al-Awsat i France 24 van informar que era l'última expansió de l'Iran, Síria i Hezbol·là en l'àmbit dels mitjans. El 2013, Joe Khalil, autor d'un llibre sobre la televisió al món àrab, va dir al diari The Daily Telegraph que sens dubte l'emissora donava suport a Assad. L'alineació del canal amb l'Iran, Assad i Hezbol·là també es va expressar en un informe de la London School of Economics del 2019 i una publicació acadèmica del 2021 de l'estudiós israelià Barak Bouks. Un estudi danès del 2019 s'hi va referir com a alineat amb Hezbollah. El 2022, The Jewish Chronicle va dir que el director del canal, Ghassan bin Jiddo, va parlar de la seua "amistat" amb el líder d'Hezbol·là, Hassan Nasrallah.
Segons el Telegraph, el cap de notícies d'Al Mayadeen està casat amb una antiga assessora d'Assad. Es refereix als rebels a Síria com a "terroristes", i a les accions del govern sirià contra els rebels com a "neteja" quan informa de la guerra civil siriana.
El 6 de novembre de 2015, l'organització de televisió per satèl·lit Arabsat, controlada per l'Aràbia Saudita, va suspendre i prohibir a Al Mayadeen l'emissió al seu sistema per satèl·lit.
La cadena ha estat acusada d'antisemitisme en peces per The Jewish Chronicle i Jewish Journal. Segons Media Matters for America el 2021, Al Mayadeen va utilitzar teories de conspiració antisemites sobre George Soros en la cobertura dels Papers de Pandora "per sembrar dubtes sobre els denunciants i les filtracions".
La cadena va afirmar que la causa palestina és la peça central del canal.
El setembre de 2022, durant la invasió russa d'Ucraïna de 2022, Al Mayadeen va parlar amb fonts russes sobre els retrocés a l'est d'Ucraïna. S'ha referit al govern d'Ucraïna com a "règim nazi" i ha promogut la teoria de la conspiració de les armes biològiques d'Ucraïna. El polític britànic Jeremy Corbyn va ser criticat per Joan Ryan i el Centre Simon Wiesenthal per haver aparegut a la xarxa durant la guerra per la seua proximitat, segons ells, amb l'Iran i Hezbollah.
Escrivint a Al Mayadeen l'octubre de 2022, Janna Al Kadri va dir que la mort de Mahsa Amini a l'Iran va ser utilitzada per Occident com una "oportunitat per alimentar la fòbia iraniana i la islamofòbia". Va descriure el hijab com "un símbol de la classe obrera en la lluita per l'autonomia contra els atacs en curs i imminents de l'imperialisme".